# Nachtneith
Nachtneith ist der Name einer altägyptischen Königin während der frühdynastischen Epoche. Sie war mit hoher Wahrscheinlichkeit eine Gemahlin von König Den, der in der 1. Dynastie, um 2900 v. Chr. regierte.
Nachtneith ist nur von ihrem Grabstein bekannt, der sich in einem Nebengrab in der Nekropole des Den fand. Auf dem Grabstein trägt sie die Titel „Groß an Hetes-Szepter“ (Wr.t-ḥts) und „Die den Horus trägt“ (Rmn-Ḥr.(w)). Die Stele befindet sich heute im Ägyptischen Museum in Kairo unter der Inventarnummer JE 35005. Sie ist etwa 31,6 cm hoch und 18,5 cm breit.